# Autoritatea Națională de Supraveghere a Prelucrării Datelor cu Caracter Personal
Autoritatea Națională de Supraveghere a Prelucrării Datelor cu Caracter Personal (ANSPDCP) este o instituție publică din România înființată la data de 12 mai 2005.
Este o autoritate publică autonomă și independentă față de orice autoritate a administrației publice, ca și față de orice persoană fizică sau juridică din domeniul privat.
Potrivit legii, Autoritatea nu poate fi supusă nici unui mandat imperativ sau reprezentativ și nu poate fi obligată să se supună instrucțiunilor sau dispozițiilor altei autorități publice sau entități de drept privat. Autoritatea are drept obiectiv apărarea drepturilor și libertăților fundamentale ale persoanelor fizice, în special a dreptului la viață intimă, familială și privată, în legătură cu prelucrarea datelor cu caracter personal și libera circulație a acestor date.
Autoritatea este condusă de un președinte a cărui funcție este asimilată celei de secretar de stat.
Președintele Autorității este numit de Senat, pentru un mandat cu durata de 5 ani, care poate fi reînnoit o singură dată.
Înainte de începerea exercitării mandatului, președintele Autorității depune în fața plenului Senatului jurământul de credință.
Echivalentul moldovenesc al acestei instituții se numește "Centrul Național pentru Protecția Datelor cu Caracter Personal" (CNPDCP). 